# Gaston Outhenin-Chalandre
Gaston Outhenin-Chalandre est un homme politique français né le 24 juin 1853 à Paris et mort le 14 mai 1907 à Paris

## Biographie
À la tête d'une importante usine de papier, il est président de l'union des fabricants de papier. Maire de Savoyeux, il est conseiller général du canton de Dampierre en 1900. Il est sénateur de la Haute-Saône de 1907 à 1907, inscrit au groupe de la Gauche républicaine.
En 1886, il a épousé sa cousine Marie-Louise Regad (1864-1951), riche héritière bisontine dont Philippe Pétain avait demandé la main.
Un de leurs neveux, Jacques-Armand (1886-1917), était aviateur pendant la Grande guerre. Son appareil a été abattu le 13 août 1917 à Bovelles.